# Nick Romeo Reimann
Pour les articles homonymes, voir Reimann.
Nick Romeo Reimann, né le 14 janvier 1998 à Munich, est un acteur allemand.

## Biographie
Ses débuts à l'écran étaient en 2005 dans deux publicités dirigées par Caroline Link. Il a été connu avec son entrée au box-office avec le film Die Wilden Kerle dans le rôle de Nerv. Il a ensuite joué le rôle de Enzo dans les trois films de la série Les Crocodiles, à savoir Vorstadtkrokodile (2009), Vorstadtkrokodile 2 (2010) et Vorstadtkrokodile 3 (2011). 
En 2009, il a commencé à faire la voix allemande de Greg dans les livres audio Gregs Tagebuch par Jeff Kinney. Toujours en 2010, il a incarné la voix de Sosuke dans le film d'animation Ponyo – Das große Abenteuer am Meer (Ponyo - La grande aventure de la mer), écrit par Hayao Miyazaki.
En 2012, il commence à jouer dans le film inspiré de la télé-série Family Mix (Türkisch für Anfänger) le rôle de Nils Schneider.

## Filmographie
- 2006: Soko brigade des stups (SOKO 5113) - "Une vie meilleure" il incarne Tobias Stadler
- 2006: Die Wilden Kerle 3 il incarne Nerv
- 2007: Die Wilden Kerle 4 il incarne Nerv
- 2008: Die Wilden Kerle 5 - Hinter dem Horizont il incarne Nerv
- 2009: Vorstadtkrokodile il incarne Hannes
- 2010: Vorstadtkrokodile 2 il incarne Hannes
- 2011: Vorstadtkrokodile 3 il incarne Hannes
- 2012: Türkisch für Anfänger – Le film il incarne Nils
- 2012: V8
- 2015: V8 la vengeance des nitros il incarne fusée

## Rôles d'animation
- 2010: Ponyo – Das große Abenteuer am Meer (il incarne la voix de Sosuke)
- 2010: Gregs Tagebuch – von Idioten umzingelt (il incarne la voix de Greg)
- 2011: Gregs Tagebuch 2 (il incarne la voix de Greg)

## Récompenses et nominations
| Année | Prix                | Catégorie                                                                            | Œuvre                     | Verdict |
| ----- | ------------------- | ------------------------------------------------------------------------------------ | ------------------------- | ------- |
| 2006  | Jetix Kids Award    | Meilleur DVD                                                                         | Die Wilden Kerle 3        | Gagné   |
| 2006  | Casperworld Award   | Meilleure jeune star de cinéma Européenne                                            | Die Wilden Kerle 3        | Gagné   |
| 2006  | Casperworld Award   | Meilleure nouvelle découverte de l'année (Acteur)                                    | Die Wilden Kerle 3        | Gagné   |
| 2006  | Casperworld Award   | Meilleur site Internet de jeune star                                                 | www.dwk4.de               | Gagné   |
| 2006  | Casperworld Award   | Meilleur site Internet de jeune star                                                 | www.nick-romeo-reimann.de | Nommé   |
| 2007  | Undine Award        | Meilleur acteur de soutien dans un film pour jeunes                                  | Die Wilden Kerle 3        | Nommé   |
| 2007  | Casperworld Award   | Meilleur jeune acteur au niveau national                                             | Die Wilden Kerle 4        | Gagné   |
| 2007  | Casperworld Award   | Meilleur jeune acteur européen dans un film jeunesse                                 | Die Wilden Kerle 4        | Gagné   |
| 2007  | Casperworld Award   | Meilleur site Internet de jeune star                                                 | www.nick-romeo.de         | Gagné   |
| 2010  | Young Artist Award  | Meilleure performance dans un long-métrage international - Jeunes acteurs principaux | Vorstadtkrokodile         | Nommé   |
| 2010  | Deutscher Filmpreis | Meilleur film jeunesse                                                               | Vorstadtkrokodile         | Gagné   |